# Gorna Luka, Montana
Gorna Luka (în bulgară Горна Лука) este un sat în comuna Ciprovți, regiunea Montana,  Bulgaria. 

## Demografie
Componența etnică a satului Gorna Luka
     Bulgari (98,9%)
     Nicio identificare (1,09%)
     Altele (0%)
La recensământul din 2011, populația satului Gorna Luka era de 182 locuitori. Din punct de vedere etnic, majoritatea locuitorilor (98,9%) erau bulgari. Pentru 1,09% din locuitori nu este cunoscută apartenența etnică.